# Il rivale di Topolino
Il rivale di Topolino (Mickey's Rival) è un film del 1936 diretto da Wilfred Jackson. È un cortometraggio d'animazione della serie Mickey Mouse, distribuito negli Stati Uniti dalla United Artists il 20 giugno 1936. Il corto rappresenta l'esordio nell'animazione del personaggio di Topesio, già apparso cinque mesi prima in quattro tavole domenicali di Ted Osborne e Floyd Gottfredson, e nell'aprile del 1997 fu inserito nel film di montaggio direct-to-video I capolavori di Topolino. A partire dagli anni novanta è più noto col titolo Un rivale per Topolino.

## Trama
Topolino e Minni si apprestano a fare un picnic in campagna, quando arriva Topesio, un ex fidanzato di Minni, la quale gradisce molto la sorpresa. Al momento di presentarsi a Topolino, Topesio si prende gioco di lui. Mentre i tre stanno mangiando, Topesio avvista un toro in un recinto e, per incantare Minni, decide di affrontarlo. Topesio sembra riuscire nel proprio intento, ma quando si rende conto che il cancello del recinto è aperto e che il toro sta uscendo (fino ad allora infatti si era preso gioco del toro stando fuori dal recinto), rivela la sua vera natura e fugge via con la sua auto. Per fortuna Topolino, con l'aiuto della propria auto, riesce a salvare Minni e a sfuggire alla furia del toro. Alla fine, Minni si riconcilia con Topolino e si rende conto che Topesio non è poi così divertente come lei pensava.

## Distribuzione

### Edizione italiana
Il corto fu distribuito in Italia nel febbraio del 1939 in lingua originale. Il primo doppiaggio italiano conosciuto è quello realizzato dalla Royfilm per la VHS Topolino apprendista scalatore uscita nel settembre 1994 e per la televisione, poi utilizzato in tutte le successive occasioni. In questo primo doppiaggio Minni e Topesio vengono chiamati coi loro nomi originali. Nel 2012 il corto è stato ridoppiato dalla stessa società per la trasmissione nel programma Topolino che risate!, sotto la direzione di Leslie La Penna su dialoghi di Nunziante Valoroso. Nel secondo viene ripristinato il nome di Minni, mentre quello di Topesio rimane originale. Inoltre, non essendo stata registrata una colonna internazionale, nelle scene di dialogo la musica è sostituita da una versione sintetizzata.

### Edizioni home video

#### VHS
America del Nord
- Minnie (1984)
- Sweetheart Stories (1995)
- Mickey and Minnie's Sweetheart Stories (6 gennaio 2004)

Italia
- Minni (giugno 1985)
- Topolino apprendista scalatore (settembre 1994)[4]
- Topolino amore mio (febbraio 1996)

#### DVD
Una volta restaurato, Il rivale di Topolino fu distribuito in DVD nel primo disco della raccolta Topolino star a colori, facente parte della collana Walt Disney Treasures e uscita in America del Nord il 4 dicembre 2001 e in Italia il 21 aprile 2004. In America del Nord fu incluso anche nei DVD Mickey and Minnie's Sweetheart Stories (uscito il 6 gennaio 2004) e Best Pals: Mickey and Minnie (uscito l'11 aprile 2006 come nono volume della collana Classic Cartoon Favorites).